# فرودگاه شهری مکمب
فرودگاه شهری مکمب (به انگلیسی: Macomb Municipal Airport) یک فرودگاه همگانی بهره‌برداری هوایی با کد یاتا MQB است که یک باند فرود آسفالت دارد و طول باند آن ۱۵۵۵ متر است. این فرودگاه در کشور ایالات متحده آمریکا قرار دارد و در ارتفاع ۲۱۵ متری از سطح دریا واقع شده است.